# Curimopsis ganglbaueri ganglbaueri
Curimopsis ganglbaueri ganglbaueri é uma subespécie de insetos coleópteros polífagos pertencente à família Byrrhidae.
A autoridade científica da subespécie é Plavilshikov, tendo sido descrita no ano de 1924.
Trata-se de uma subespécie presente no território português.